# グリゴリー・コトシーヒン

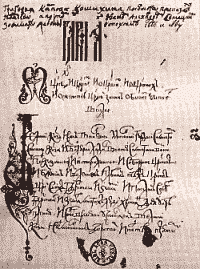
コトシーヒンの著作の手稿

グリゴリー・カルポヴィチ・コトシーヒン（英語: Grigory Karpovich Kotoshikhin、ロシア語: Григорий Карпович Котошихин, tr. Grigoriy Karpovich Kotoshikhin)、1630年頃 - 1667年11月）は、ロシア・ツァーリ国の外交官、ポソルスキのプリカースのポジャーチ、作家。

## 生涯
グリゴリー・コトシーヒンは1658年から1661年まで、スウェーデン帝国とのヴァリエサル条約（1658年）およびカディス条約（1661年）の交渉を務めたロシア代表の1人である。1664年春、コトシーヒンはヤコフ・チェルカスキーの軍に派遣され、書記官の職についたが、8月にリトアニア大公国に寝返り、シレジアに移った。その後、彼はナルヴァを通過してストックホルムに向かい、スウェーデンの臣下になった。彼は正教会からルター派に改宗、イヴァン＝アレクサンドル・セリツキー（Ivan-Alexander Selitsky）に改名した。1667年秋、彼は酔っているときに、住処の主人を殺害したとして処刑された。
グリゴリー・コトシーヒンは「アレクセイ・ミハイロヴィチの治世中のロシアについて」という著作を書き（1840年出版）、17世紀中期のロシア・ツァーリ国における貴重な史料となっている。この書物は、2003年、松木栄三（編訳）により日本語訳され、『ピョートル前夜のロシア: 亡命ロシア外交官コトシーヒンの手記』のタイトルで彩流社より出版された（ISBN：978-4882028130）。

## 関連文献
- コトシーヒン, グレゴリー、松木, 栄三『ピョートル前夜のロシア: 亡命ロシア外交官コトシーヒンの手記』彩流社、2003年。ISBN 978-4882028130。